# L'altro Natale
L'altro Natale è un singolo della cantante italiana Cristina D'Avena pubblicato il 18 novembre 2022 da Warner Music Italy.

## Descrizione
L'altro Natale è una canzone natalizia estratta come primo singolo dall'album celebrativo dell'artista 40 - Il sogno continua.

## Tracce
Edizioni musicali Warner Music Italy.
1. L'altro Natale – 3:29 (testo: Niccolò Agliardi – musica: Antonio Calò)

## Produzione e formazione
- Davide Tagliapietra  – chitarre, basso, programmazioni, produzione, registrazione e missaggio presso ilBunker
- Marco Lacchini – mastering presso Audiomaster
- Will Medini – archi, pianoforte, tastiere
- Simone Guzzino – programmazione
- Niccolò Agliardi – cori